# Dolichothele diamantinensis
Espèce
Synonymes
- Oligoxystre diamantinensis Bertani, Santos & Righi, 2009
- Oligoxystre diamantinense Bertani, Santos & Righi, 2009

Dolichothele diamantinensis est une espèce d'araignées mygalomorphes de la famille des Theraphosidae.

## Distribution
Cette espèce est endémique du Minas Gerais au Brésil,. Elle a été découverte à Diamantina.

## Description

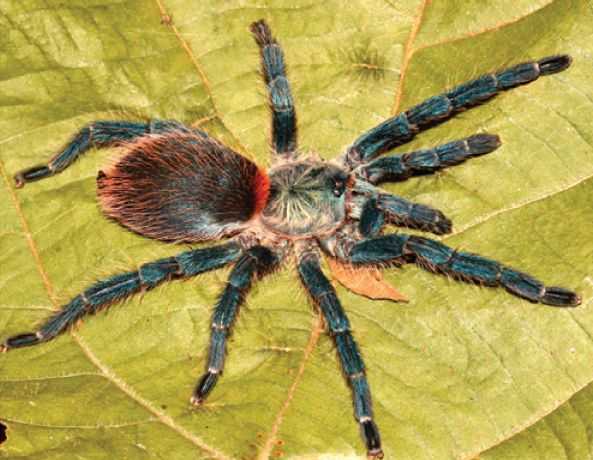
Dolichothele diamantinensis ♀

Le mâle holotype mesure 25,5 mm et la femelle paratype 37,6 mm. Pour Rogério Bertani, Thiago dos Santos et Alexandre Ferreira Righi, cette mygale se caractérise par le bleu métallique de sa carapace, de ses chélicère, de son abdomen et de ses pattes.

## Étymologie
Son nom d'espèce, composé de diamantin[a] et du suffixe latin -ensis, « qui vit dans, qui habite », lui a été donné en référence au lieu de sa découverte, Diamantina.

## Publication originale
- Bertani, Santos & Righi, 2009 : A new species of Oligoxystre Vellard 1924 (Araneae, Theraphosidae) from Brazil. ZooKeys, no 5, p. 41-51 (texte intégral).